# بيتر هورتون
بيتر هورتون (بالإنجليزية: Peter Horton)‏ مواليد 20 أغسطس 1953 في بالفيو، هو ممثل ومخرج أمريكي. بدأ مسيرته الفنية سنة 1979

## الأعمال
- الدرع (مسلسل)
- غريز أناتومي
- أطفال الذرة

## وصلات خارجية
- بيتر هورتون على موقع IMDb (الإنجليزية)
- بيتر هورتون على موقع ألو سيني (الفرنسية)
- بيتر هورتون على موقع تيرنر كلاسيك موفيز (الإنجليزية)
- بيتر هورتون على موقع أول موفي (الإنجليزية)
- بيتر هورتون على موقع قاعدة بيانات الأفلام السويدية (السويدية)
- بيتر هورتون على موقع إن إن دي بي (الإنجليزية)
- بيتر هورتون على موقع قاعدة بيانات الفيلم (الإنجليزية)
- بيتر هورتون على موقع كينوبويسك (الروسية)